# Siebe van der Zee

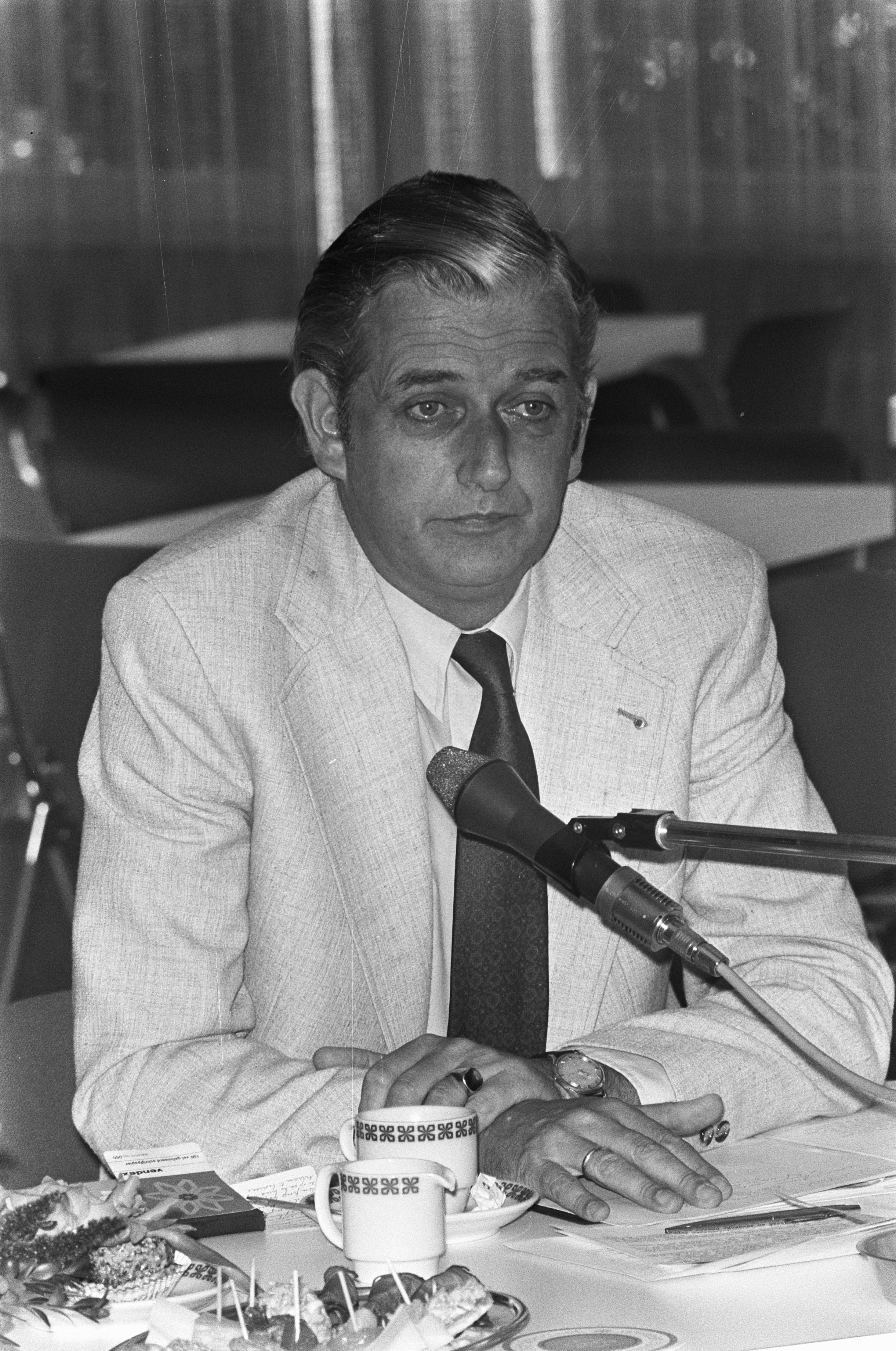
Siebe van der Zee in 1975.

Siebe Koenraad van der Zee (Den Haag, 19 maart 1920 - Londen, 13 juni 1985) was een Nederlands verslaggever, presentator en omroepdirecteur.
Hij werkte jarenlang bij de AVRO, aanvankelijk als verslaggever bij de actualiteitenrubriek AVRO's Radiojournaal. Vooral zijn verslag van de watersnood van 1953 maakte grote indruk op de radioluisteraars. Ook was hij dat jaar te horen bij de kroning van de Britse Koningin Elizabeth.
In de beginjaren van de televisie werd hij niet alleen een bekende stem, maar ook een bekend gezicht. Hij werkte als omroeper en presentator. In 1954 was hij de commentator bij de allereerste Eurovisie-uitzending. Ook was hij actief als sportverslaggever; zo versloeg hij de successen van de kunstrijdsters Sjoukje Dijkstra en Joan Haanappel.
Al in 1951 werd Van der Zee sectiehoofd van de kersverse tv-afdeling van de AVRO. Later werd hij directeur radio en televisie van deze omroep. Naast zijn bestuurswerk maakte hij ook talloze buitenlandse reportages.
In 1959 was hij het onderwerp van een grote rel. Hij was toen al voorstander van commerciële televisie en ging in een restaurant tekeer tegen de socialisten, die er tegenstanders van waren: "Die rooie rothonden... van mij mogen ze ze vier maal klieven!" Nadat iemand geschrokken "Ssst" had geroepen, voegde hij eraan toe dat "gerust iedereen" dat mocht horen. In hetzelfde restaurant zat toevallig ook Willy Levie van Het Vrije Volk, die het prompt de volgende dag in de krant zette ("En omdat toch iedereen het horen mag, dacht ik: Kom, ik zal Siebe es een pleziertje doen."), waarop Van der Zee door de AVRO werd geschorst.
Van der Zee ging in 1984 met pensioen en werd opgevolgd door Wibo van de Linde. Hij was nog wel aan de AVRO verbonden als adviseur toen hij het jaar daarop plotseling overleed.